# Erwin Lamparter
Erwin Lamparter (* 6. April 1923 in Böblingen; † 13. Februar 1998 in Sindelfingen) war ein deutscher Politiker (SPD).

## Leben und Werdegang
Lamparter ging auf die Oberschule in Böblingen und absolvierte anschließend ein Examen für die gehobene Verwaltungslaufbahn. Am 22. April 1942 beantragte er die Aufnahme in die NSDAP und wurde zum 1. September desselben Jahres aufgenommen (Mitgliedsnummer 9.196.188). Von 1940 bis 1944 leistete er Arbeits- und Wehrdienst. Er war dann von 1946 bis 1971 Bürgermeister der Gemeinde Maichingen in Württemberg. 1971 wurde er als Beigeordneter Bürgermeister von Sindelfingen. Nach Eingemeindung von Maichingen war er Verwaltungs- und Sozialdezernent in Sindelfingen. Er wurde als Mitglied des Kreistages Fraktionsführer der SPD und stellvertretender Kreistagsvorsitzender. Am 14. September 1970 rückte er für Ernst Schäfer in den Landtag von Baden-Württemberg nach. Ihm gehörte er bis 1980 an. Er war zudem Mitglied im Regionalverband Mittlerer Neckar. Erwin Lamparter war evangelisch, verheiratet und hatte zwei Kinder.

## Ehrungen
- 1986: Verdienstkreuz 1. Klasse der Bundesrepublik Deutschland
- 1988: Verdienstmedaille des Landes Baden-Württemberg